# 难波大助
难波大助（日语：／；1899年11月7日—1924年11月15日），日本学生、共产主义者、革命家。在1923年（大正12年）12月的虎之門事件行刺皇太子・摄政宫裕仁亲王（后来的昭和天皇），在审讯过程中发表否定天皇制的主张，以大逆罪判处死刑。

## 家庭背景
难波大助出生于名门望族。他的父亲是国会议员，直至儿子的刺杀案迫使他辞职为止。在21岁之前，难波大助对激进分子没有任何同情的迹象，甚至想成为一名军官。

## 政治見解
我的行為是正確的，我有權利為作為社會主義先行者而自豪。但如果我能預見到對我的家人和朋友的迫害，我也許不會採取行動。我為皇太子感到難過，我希望其他共產黨人不要誤解我在我的行為中採取的暴力。皇室並不是共產黨的直接敵人，只有當統治階級利用皇室作為壓迫無產階級的工具時，皇室才是敵人，帝國的安全取決於統治階級對共產黨人的態度。——難波大助在法庭上的最後陳辭
日本無產勞動者萬歲！日本共產黨萬歲！俄羅斯社会主義蘇維埃共和國萬歲！共產國際萬歲！——聽到死刑判決後

## 后事
难波家族的宅邸位于光市野宫河内，宅邸附近有难波家族的墓地，埋葬着父亲难波作之进等人，但墓碑上没有难波大助的名字。

## 影响
难波大助之父難波作之進（庚申倶乐部所属）在事件后即刻辞职，闭门蛰居，绝食而死。长兄也从会社退职。
其他难波的所有关系人士，如山口县知事等人都受到轻微的处分。难波作之进的选举地位之后由松冈洋右继承。
1972年5月，日本赤军成员冈本公三在卢德国际机场扫射事件时，在伪造的护照上使用的化名是「ナンバ ダイスケ」，即取自於他。